# Caramoran
Caramoran (Bayan ng Caramoran) är en kommun i Filippinerna. Kommunen ligger på ön Luzon, och tillhör provinsen Catanduanes. Folkmängden uppgår till 30 056 invånare år 2015.

## Barangayer
Caramoran är indelat i 27 barangayer.
| - Baybay (Pob.) - Bocon - Bothoan (Pob.) - Buenavista - Bulalacao - Camburo - Dariao - Datag East - Datag West - Guiamlong - Hitoma - Icanbato (Pob.) - Inalmasinan - Iyao | - Mabini - Maui - Maysuran - Milaviga - Panique - Sabangan - Sabloyon - Salvacion - Supang - Toytoy (Pob.) - Tubli - Tucao - Obi |